# ساوتوود ایکیرز (کنتیکت)
ساوتوود ایکیرز (به انگلیسی: Southwood Acres) یک منطقهٔ مسکونی در ایالات متحده آمریکا است که در کنتیکت واقع شده‌است. ساوتوود ایکیرز ۱۰٫۵ کیلومتر مربع مساحت و ۷٬۶۵۷ نفر جمعیت دارد و ۳۷٫۴۹ متر بالاتر از سطح دریا واقع شده‌است.